# Modrý sloup
Modrý sloup (německy Blaue Säulen) je bývalý hraniční přechod mezi Českou republikou a Německem nacházející se na Šumavě, v sedle mezi Luzným a Špičníkem, v nadmořské výšce 1197 m. Nejbližší obcí je Modrava, 3 km je však vzdáleno místo Březník, ve kterém je zřízeno informační středisko Národního parku Šumava. Modrý sloup se nachází nad Luzenským údolím, v němž platí zákaz vstupu pro turisty, neboť je I. zónou NP a chráněnou lokalitou výskytu tetřeva hlušce.
V dřívějších dobách tudy vedla kašperskohorská větev Zlaté stezky. Hraniční přechod fungoval až do konce druhé světové války, po odsunu Němců z českého pohraničí a vzniku železné opony přestal být používán. Po dlouhé době uzavření byl 15. července 2009 přechod zkušebně otevřen po dobu dvou letních sezón.

## Historie
Existence hraničního přechodu pod horou Luzný souvisela se vznikem kašperskohorské větve Zlaté stezky, kterou v roce 1356 nechal vybudovat Karel IV. Vedla z Kašperských Hor přes Kozí Hřbety, Zhůří, Horskou Kvildu (odtud vedla alternativní trasa přes Freyung), Filipovu Huť, Březník a pod Luzným vstupovala na bavorské území, kde pokračovala přes Waldhäuser, Sankt Oswald, město Grafenau a dále přes Furth, Trautmannsdorf, Tittling, Neukirchen a Hals až do Pasova. V úseku mezi Horskou Kvildou a Sankt Oswaldem vedla zhruba 30 km bažinatým pralesem bez jediného osídleného místa a pod Luzným dosahovala svého nejvyššího bodu. K největšímu rozkvětu luzenské silnice došlo ve druhé polovině 16. století zásluhou bavorských vévodů, kteří v té době v solním obchodě narušili monopol pasovských biskupů.
Na místě, kde obchodní cesta překračovala zemskou hranici, stála šibenice, spravovaná od 16. do 18. století z Grafenau. Písemné zmínky z let 1629, 1657 a 1670 dokládají její opravy. Popraviště sestávalo ze dvou zděných sloupů, mezi nimiž bylo břevno, jeden sloup byl na české straně, druhý na bavorské. Hrdelní právo se v tomto odlehlém úseku cesty označeném smírčími ukazateli „Handhab“ vykonávalo zvláštním řízením – byl-li na stezce dopaden zloděj či vrah, bylo nutno hříšníka dopravit k popravišti na hranici a na místě odsoudit soudem z obchodníků právě se nacházejících na stezce. Odtud také pochází německé pojmenování „Auf dem Hochgericht“ – v překladu „Na Popravišti“ nebo „Na Spravedlnosti“. Pro soumary putující po stezce byl rovněž určen samoobslužný stánek s chlebem, kam chléb dodával pekař z Grafenau pravidelně každý týden. Za chléb se platilo do pokladničky, která tu stála. Podle Řivnáčova průvodce z roku 1883 se toto místo nacházelo jihovýchodně od Modrého sloupu u pramene Otavy. Po roce 1706, kdy byl zakázán dovoz bavorské soli do Čech, význam přechodu pod Luzným upadal a postupně se z něj stala jen spojnice pro pašeráky a přechod pro pěší mezi Bavorskem a Čechami.
Od 17. století až do druhé světové války po trase Zlaté stezky přes Modrý sloup putovala rovněž procesí věřících z bavorské strany Šumavy při poutích na Svatou horu u Příbrami. Jednu z takových poutí z roku 1872 připomíná kříž zbudovaný pod Luzným.
Název Modrého sloupu (v němčině „blaue Säueln“, původně v bavorském dialektu „blaue Säul´n“) vznikl až na začátku 19. století. V roce 1806 při vytyčování hranic Bavorského království, zde byl postaven sloup v bílomodré barvě.

## Znovuzpřístupnění přechodu
Po roce 1989 lidé i vedení obcí na obou stranách česko-německé hranice usilovali o otevření přechodu u Modrého sloupu. Tomu ale bránil zákaz vstupu do I. zóny Národního parku Šumava v Luzenském údolí kvůli ochraně populace tetřeva hlušce. V letech 2009 a 2010 byl hraniční přechod díky dohodě ministrů životního prostředí České republiky a Bavorska zkušebně uveden do provozu, přístup k němu však nevedl tradiční zpevněnou cestou Luzenským údolím, ale alternativní trasou schválenou ochránci přírody po úbočí Špičníku. V prvním roce otevření navštívilo Modrý sloup téměř 4 600 osob, o rok později to byla zhruba polovina. Výsledky tříletého česko-bavorského monitorování výskytu tetřeva hlušce v dané oblasti poté ovšem ukázaly, že alternativní trasa byla pro populaci tetřevů méně vhodná než cesta Luzenským údolím. Na podzim 2012 se proto ředitelé Národního parku Šumava a německého parku Bavorský les dohodli na tom, že chtějí společně prosazovat zpřístupnění cesty Luzenským údolím pro pěší. Tato turistická trasa měla být otevřena 15. července 2013, ovšem Krajský soud v Českých Budějovicích na základě žaloby podané Okrašlovacím spolkem Zdíkovska a Českou společností ornitologickou otevření stezky zakázal.